# Corriol gola-rogenc
El corriol gola-rogenc  (Oreopholus ruficollis) és una espècie d'ocell de la família dels caràdrids (Charadriidae) i única espècie del gènere Oreopholus (Jardine et Selby, 1835). Habita praderies i planures semiàrides prop de les costes del Perú i sud de l'Argentina i als Andes del sud-est del Perú, Bolívia, Xile i oest de l'Argentina fins Terra del Foc.